# David Toševski
David Toševski (mazedonisch Давид Тошевски; * 16. Juli 2001 in Skopje) ist ein nordmazedonischer Fußballspieler.

## Karriere

### Verein
Toševski begann seine Karriere bei Rabotnički Skopje. Im Mai 2018 stand er gegen den KF Shkëndija erstmals im Kader der Profis von Rabotnički. Zur Saison 2019/20 rückte er fest in den Profikader. Sein Debüt in der Prva Makedonska Liga gab er im Juli 2019, als er am ersten Spieltag jener Saison gegen den FC Struga in der 82. Minute für Yaggo Gomes eingewechselt wurde. Bis Saisonende kam er zu 21 Einsätzen in der höchsten mazedonischen Spielklasse, in denen er fünf Tore erzielte.
Zur Saison 2020/21 wechselte Toševski nach Russland zum FK Rostow. Im August 2020 debütierte er gegen Zenit St. Petersburg in der Premjer-Liga. Nach acht Spielen wurde er im Februar 2021 an den Ligakonkurrenten FK Tambow verliehen. Verletzungsbedingt kam er aber nie für Tambow zum Einsatz. Zur Saison 2021/22 kehrte zunächst nach Rostow zurück, ehe er im August 2021 nach Polen an Górnik Zabrze verliehen wurde. Für Zabrze absolvierte er ein Spiel in der Ekstraklasa. Die Leihe wurde im Februar 2022 vorzeitig beendet und Toševski wurde in die Slowakei an den MFK Zemplín Michalovce weiterverliehen. Bei Zemplín Michalovce machte er sieben Spiele in der 1. liga.
Zur Saison 2022/23 kehrte er dann wieder nach Rostow zurück. In der Saison 2022/23 absolvierte er zwei Partien in der Premjer-Liga. Nach einem weiteren Einsatz zu Beginn der Saison 2023/24 löste er im September 2023 seinen Vertrag auf. Nach mehreren Monaten ohne Verein wechselte er im Januar 2024 zum österreichischen Bundesligisten SK Austria Klagenfurt, bei dem er einen bis Juni 2025 laufenden Vertrag erhielt. Er wurde zunächst aber direkt nach Kroatien an den Zweitligisten HNK Šibenik verliehen. Für Šibenik kam er während der Leihe zu 16 Einsätzen in der 2. HNL, mit dem Team stieg er zu Saisonende in die 1. HNL auf.
Zur Saison 2024/25 kehrte er nach Klagenfurt zurück. Dort kam er anschließend zu 23 Einsätzen in der Bundesliga, in denen er sechsmal traf. Klagenfurt stieg aber zu Saisonende aus dem Oberhaus ab, woraufhin Toševski den Verein verließ.

### Nationalmannschaft
Toševski kam zwischen Oktober 2017 und März 2018 zu vier Einsätzen für die mazedonische U-17-Auswahl. 2018 spielte er viermal für die U-18-Mannschaft. Im November 2019 kam er zweimal für die U-19-Mannschaft zum Einsatz. Im September 2020 debütierte er gegen Spanien für das U-21-Team.
Im März 2025 gab er in der WM-Qualifikation gegen Liechtenstein sein Debüt im A-Nationalteam.